# Republic (Washington)
Republic és una població dels Estats Units i seu del comtat de Ferry a l'estat de Washington. Segons el cens del 2000 tenia 954 habitants.

## Demografia
Segons el cens del 2000, Republic tenia 954 habitants, 411 habitatges, i 244 famílies. La densitat de població era de 233,1 habitants per km².
Dels 411 habitatges en un 31,4% hi vivien nens de menys de 18 anys, en un 44% hi vivien parelles casades, en un 11,7% dones solteres, i en un 40,4% no eren unitats familiars. En el 36,5% dels habitatges hi vivien persones soles el 15,6% de les quals corresponia a persones de 65 anys o més que vivien soles. El nombre mitjà de persones vivint en cada habitatge era de 2,25 i el nombre mitjà de persones que vivien en cada família era de 2,96.
Per edats la població es repartia de la següent manera: un 26% tenia menys de 18 anys, un 7,3% entre 18 i 24, un 24,4% entre 25 i 44, un 27,9% de 45 a 60 i un 14,4% 65 anys o més.
L'edat mediana era de 40 anys. Per cada 100 dones de 18 o més anys hi havia 88,8 homes.
La renda mediana per habitatge era de 25.284 $ i la renda mediana per família de 30.357 $. Els homes tenien una renda mediana de 28.750 $ mentre que les dones 24.286 $. La renda per capita de la població era de 14.427 $. Aproximadament el 20,2% de les famílies i el 24% de la població estaven per davall del llindar de pobresa.

## Poblacions més properes
El següent diagrama mostra les poblacions més properes.